# Guécélard
Guécélard là một xã thuộc tỉnh Sarthe trong vùng Pays-de-la-Loire tây bắc nước Pháp. Xã này có diện tích 12,2 km2, dân số năm 2006 là 2689 người.